# Deering (Alaska)
Deering – miasto w Stanach Zjednoczonych, w stanie Alaska, w okręgu Northwest Arctic.